# Шати-Великі
Шати-Великі (пол. Szaty Wielkie, нім. Groß Schatten) — село в Польщі, у гміні Барцяни Кентшинського повіту Вармінсько-Мазурського воєводства.
Населення — 74 особи (2011).
У 1975-1998 роках село належало до Ольштинського воєводства.

## Демографія
Демографічна структура станом на 31 березня 2011 року:
|          | Загалом | Допрацездатний вік | Працездатний вік | Постпрацездатний вік |
| -------- | ------- | ------------------ | ---------------- | -------------------- |
| Чоловіки | 40      | 13                 | 25               | 2                    |
| Жінки    | 34      | 12                 | 19               | 3                    |
| Разом    | 74      | 25                 | 44               | 5                    |